# Adrian Danilewicz
Adrian Danilewicz (ur. 11 lutego 1986 we Wrocławiu) – polski lekkoatleta, średniodystansowiec, reprezentant Polski na różnego rodzaju imprezach międzynarodowych.

## Życiorys
Jako 15-latek rozpoczynał karierę sportową. Zaczął w ULKS „Młodzik” Bystrzyca Oławska. W wyniku problemów personalnych w „Młodziku”, przeniósł się pod koniec 2004 do nowo powstałego klubu: Wojewódzki Lekkoatletyczny Klub Sportowy – Wrocław (WLKS Wrocław).
W 2006, w związku z powołaniem do zasadniczej służby wojskowej, zmienił klub na Wojskowy Klub Sportowy Śląsk Wrocław, gdzie trenował jako żołnierz zawodowy Wojskowego Zespołu Sportowego we Wrocławiu i zawodnik.
W 2010 zakończył oficjalnie karierę zawodową, pełniąc dalej zawodową służbę wojskową w 10 Wrocławskim Pułku Dowodzenia. Od początku nieprzerwanie jego trenerem i opiekunem był Romuald Krupanek.
Od marca 2014 Trener koordynator 6. edycji programu pt. „I Ty możesz zostać maratończykiem”. Od marca 2015 trener grupy podstawowej. W 9. edycji programu ponownie Trener grupy podstawowej. 
Od 1 marca 2018 prowadzi autorskie treningi biegowe w ramach swojego programu Adrian Danilewicz Group.
W 2018 roku zwyciężył w 66. Plebiscycie Gazety Wrocławskiej na sportowca i trenera roku, w kategorii trenerzy personalni i fitness. 
Trener w ogólnopolskiej akcji sportowej „Biegam bo lubię”. Od 2020 roku wykładowca na kierunku sport w Wyższej Szkole Kształcenia Zawodowego we Wrocławiu.

## Osiągnięcia
Rekordy życiowe
- bieg na 800 metrów – 1:49,85
- bieg na 1500 metrów – 3:42,33 (najlepszy wynik w kraju w kategorii młodzieżowej w 2007)

Najważniejsze osiągnięcia
- Brązowy medalista mistrzostw Europy juniorów Kowno 2005
- Uczestnik mistrzostw świata juniorów Grosseto 2004
- Finalista Młodzieżowych Mistrzostw Europy Debreczyn (Węgry) 2007
- Uczestnik światowych igrzysk wojskowych na 1500 m oraz w sztafecie 4 × 400 metrów Hajdarabad 2007
- Brązowy medalista mistrzostw Polski w 2007 Poznań
- Brązowy medalista drużynowo Wojskowe Mistrzostwa Polski w Półmaratonie 2010 Piła